# Raouf Bouzaiene
Raouf Bouzaiene (arabe : رؤوف بوزيان), né le 16 août 1970 à Sousse, est un footballeur franco-tunisien qui a joué au poste de défenseur latéral gauche avec l'équipe de Tunisie et plusieurs équipes tunisiennes et françaises.

## Biographie

### Carrière en club
Né à Sousse en Tunisie, Raouf Bouzaiene débute au CLEFF (Centre lavallois d'éducation et de formation au football), école de football de son quartier à Saint-Nicolas. Il intègre le centre de formation du Stade lavallois au début des années 1980. Il signe un contrat stagiaire à l'été 1989 et fait ses débuts en équipe première en 1990.
Il dispute 158 matchs avec Laval, dont une demi-finale de coupe de France face au PSG en 1993. Il forme alors avec Franck Vandecasteele et Franck Bonora un trio d'attaque remarqué.

### Parcours international
Possédant la double nationalité franco-tunisienne, il refuse un essai en équipe de France espoirs. En décembre 1992, il accepte de répondre à une convocation en équipe de Tunisie après avoir été supervisé à Ancenis par un émissaire de la Fédération tunisienne de football. Il fait ses débuts en sélection le 20 décembre 1992 face au Maroc, lors d'un match qualificatif pour la Coupe du monde 1994.
Il fait partie des 23 joueurs sélectionnés pour la Coupe du monde 2002 ; il y marque l'unique but de la Tunisie contre la Belgique, en égalisant à un but partout d'un coup franc direct, ce qui lui permet de décrocher le trophée honorifique d'homme du match.
Il compte 57 sélections en équipe de Tunisie.

## Parcours
- 1985-1995 : Stade lavallois (France)
- 1995-1998 : LB Châteauroux (France)
- 1998-2001 : Club africain (Tunisie)
- 2001-2003 : Genoa CFC (Italie)
- 2003-2004 : Étoile sportive du Sahel (Tunisie)

## Palmarès
- Champion de France de D2 en 1997 avec La Berrichonne de Châteauroux
- Vainqueur de la coupe de Tunisie en 2000 avec le Club africain
- Vainqueur de la coupe d'Afrique des vainqueurs de coupe en 2003 avec l'Étoile sportive du Sahel
- Finaliste de la Supercoupe de la CAF en 2004 avec l'Étoile sportive du Sahel